# Mirima-Nationalpark
Der Mirima-Nationalpark (engl. Mirima National Park, früher: Hidden-Valley-Nationalpark) ist ein Nationalpark im äußersten Nordosten des australischen Bundesstaates Western Australia. Er liegt etwa 2.220 km nordöstlich von Perth in den Außenbezirken der Stadt Kununurra.

## Landesnatur
Der Park heißt im Volksmund auch „Mini-Bungle Bungle“, denn mit seiner verwitterten Gebirgskette aus orangerotem Sandstein und einigen runden, Bienenkörben ähnlichen Sandsteinkuppen erinnert das Zentrum des Parks an Strukturen im Purnululu-Nationalpark. Jedoch umfasst der gesamte Nationalpark nur eine Fläche von 2.068 ha und damit weniger als 1 % des Purnululu-Areals.
Der 2006 gegründete Nationalpark besteht aus einer einzigen Sandsteinschlucht, die der Lilly Creek geschaffen hat.

## Aborigines
Die Gegend besitzt für den örtlichen Aboriginesstamm der Miriwoong eine wichtige Bedeutung, wovon auch eine Reihe von Felszeichnungen künden. Von den Miriwoong stammt auch der heutige Name des Parks. Das Gebiet dieses Namens erstreckt sich allerdings von Kununurra aus 150 km in Nord-Süd-Richtung und 170 km in Ost-West-Richtung.

## Zufahrt und Einrichtungen
Der Park ist von Kununurra aus über eine asphaltierte Straße erreichbar und es ist Eintrittsgeld zu bezahlen. Das Zelten und offenes Feuer sind im Park nicht gestattet. Durch den Park führen drei weniger als 1 km lange Wanderwege. Toiletten, Picknicktische und Informationsstände sind vorhanden.